# Нгуен Тьен Нят
Нгуе́н Тьен Нят (вьет. Nguyễn Tiến Nhật, 5 апреля 1990, Хошимин, Вьетнам) — вьетнамский фехтовальщик-шпажист. Участник летних Олимпийских игр 2012 года, двукратный бронзовый призёр летних Азиатских игр 2014 года.

## Биография
Нгуен Тьен Нят родился 5 апреля 1990 года во вьетнамском городе Хошимин.
В 2011 году завоевал бронзовую медаль Игр Юго-Восточной Азии в Индонезии в индивидуальном турнире.
В 2012 году вошёл в состав сборной Вьетнама на летних Олимпийских игр в Лондоне. Выступал в индивидуальном турнире. В 1/16 финала проиграл Эльмиру Алимжанову из Казахстана — 9:15. Был знаменосцем сборной Вьетнама на церемонии открытия Олимпиады.
В 2014 году завоевал две бронзовых медали на летних Азиатских играх в Инчхоне в индивидуальном и командном турнирах.
Впоследствии завоевал три золотых медали Игр Юго-Восточной Азии: в 2015 году в Сингапуре в индивидуальном и командном турнирах, в 2017 году в Куала-Лумпуре — в индивидуальном.